# Daniel Barral Calvo
Daniel Barral Calvo, nascut a Vigo l'any 1997, és un escriptor gallec. Ha cursat estudis superiors de Filosofia a la Universitat de Barcelona i a la Universitat Autònoma de Madrid.

## Trajectòria
L'any 2014 va guanyar el concurs Xuventude Crea en la categoria de relat curt amb el text Stalingrado. L'any 2018 va guanyar el premi de poesia de l'Associació Cultural O Facho amb Dialética. L'any 2019 va guanyar el Concurs Manuel Murguía de narrativa curta amb A casa das Castrouteiro.
Ha traduït al català el poemari infantil Soleando, d' An Alfaya i Imma de Batlle (Solejant, Llibres del Segle, 2021).

## Obres

### Poesia
- Dialética, 2018. (Medulia) ISBN 978-84-948102-4-4

### Traducció
- Solejant, d'An Alfaya i Imma de Batlle (Llibres del segle, 2021). Al català.

## Premis
- Premio Xuventude Crea de la Xunta de Galicia de l'any 2014, en l'especialitat de relat curt.
- Premi de Poesia de l'Associació Cultural O Facho 2018.
- Certame Manuel Murguía de narració breu l'any 2019, per A casa das Castrouteiro .
- VII Certame Literario Mazarelos de la Universitat de Santiago de Compostel·la l'any 2021.[4]